# 本·莫特森
本·罗伊·莫特森（英語：Ben Roy Mottelson，1926年7月9日—2022年5月13日），美国-丹麦物理学家，1975年，因為發現原子核中集體運動和粒子運動之間的聯繫，並且根據這種聯繫發展了有關原子核結構的理論，與奥格·玻尔、利奧·雷恩沃特共同榮获诺贝尔物理学奖。